# 남아시아의 교통
남아시아의 교통에 대해 설명한다.
파키스탄은 카라치에서 인더스강 연안을 따라 북상하여 라호르·라왈핀디를 거쳐 페샤와르를 지나 카이버 고개에 이르는 옛 실크로드가 간선도로이다. 방글라데시는 대중교통수단으로 릭샤가 있고 오토바이를 개조해 만든 2인용 베이비택시와 10인용 템포는 공해의 주범이다. 네팔의 3분의2를 차지하며, 언덕과 산이 많은 북부 지역에서는 도로나 다른 기반시설을 만드는 것이 까다롭고 비용이 많이 든다. 2003년 기준, 포장도로는 8500km이었다. 인도에서 네팔의 카트만두 계곡으로 가는 믿을 만한 도로는 단지 1개 뿐이다. 아시아에서 가장 복잡하고 오래된 철도망이 오늘날 인도와 파키스탄 및 방글라데시의 3개국으로 나뉘어 있다. 이것은 영국령시대에 부설된 것들이다. 1849년에 동인철도회사가 설립되었고, 53년에는 최초의 철도가 봄베이 타나 사이에서 개통되었다. 인도에는 철도부의 관할하에 8개의 철도가 있고, 각각 중부·동부·북부·동북부·동북국경·남부·동남부·서부의 8개 지구를 달리고 있다. 현재 철도의 총연장은 약 6만 km에 달하고 있다. 그러나 다른 교통수단이 발달해 있지 않기 때문에 철도교통은 항상 혼잡하다. 방글라데시쪽의 철도는 태반이 1,000mm 게이지인 데 비해 파키스탄의 철도는 주로 1,676mm 게이지이다. 1960년 이후 계속적으로 전화(電化)보다는 디젤기관차를 채용하는 움직임이 강하다. 파키스탄의 철도는 간선도로와 같은 방향으로 건설된 노선의 교통량이 가장 많다. 네팔의 철도는 남부에 있는 59km짜리 한 개가 유일하다.(2003년) 인도에서 카트만두 계곡으로 가는 믿을 만한 도로는 단지 1개 뿐이다. 인도는 갠지스강, 브라마프트라강, 인더스강 등의 대하천을 이용한 하천교통이 있는데 상당히 먼 내륙지방까지 기선의 항행이 가능하다. 방글라데시도 수로가 중요 교통로이며, 약 7,240 km 정도에 이른다. 도시와 도시를 이어주는데 여객선과 화물선이 정기적으로 다닌다. 인도는 캘커타, 마드래스, 봄베이 등의 항구를 중심으로 발달하였다. 네팔에는 48개의 공항이 있으며 그 중 10개는 포장된 활주로가 있다.

## 각국별 교통

### 네팔
네팔은 세계적인 주요 육로, 항로, 해로 교통으로부터는 고립되어 있으나 국내에서는 항공 교통의 사정이 비교적 나은 편이다. 48개의 공항이 있으며 그 중 10개는 포장된 활주로가 있다. 항공편이 자주 있으며 어느 정도 규모의 교통량을 보이고 있다. 이 나라의 3분의2를 차지하며, 언덕과 산이 많은 북부 지역에서는 도로나 다른 기반시설을 만드는 것이 까다롭고 비용이 많이 든다. 2003년 기준, 포장도로는 8500km이었고, 철도는 남부에 있는 59km짜리 한 개가 유일하였다. 이로써 철도 밀도는 4.00 km/10,000 km2(세계 143위)에 불과하다. 인도에서 카트만두 계곡으로 가는 믿을 만한 도로는 단지 1개 뿐이다. 카트만두 행 화물을 취급할 수 있는 유일하게 실질적인 항구는 인도의 캘커타이다.

### 방글라데시

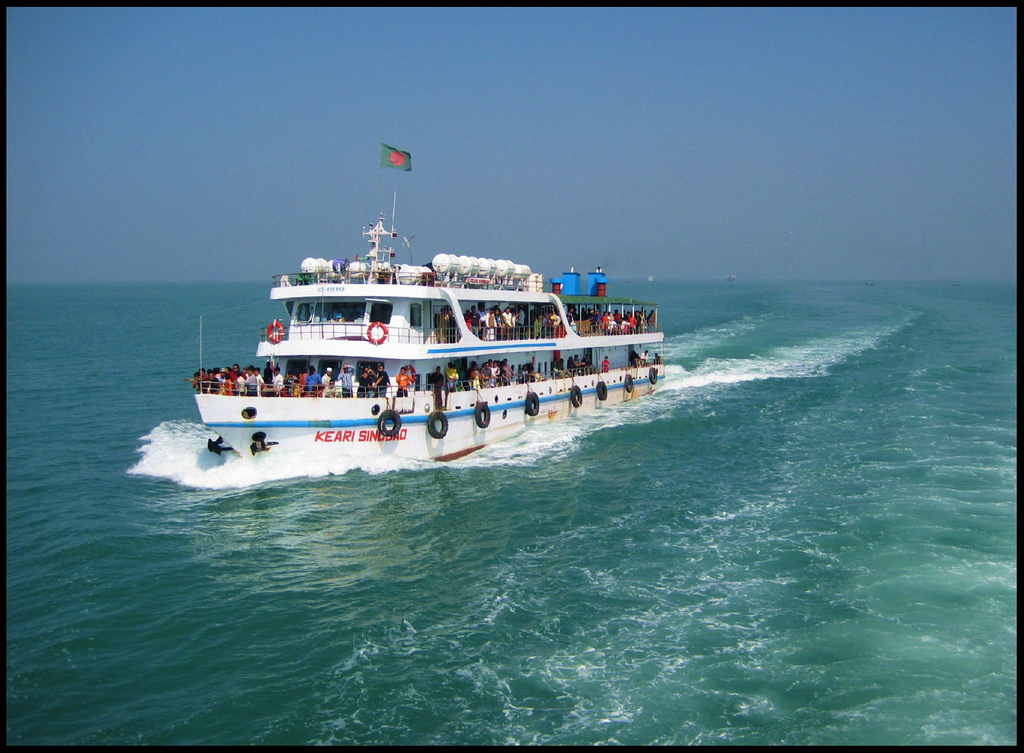
벵갈만을 항해중인 Keari Sinbad호

중요 교통로는 수로이며 약 7,240 km 정도에 이른다. 도시와 도시를 이어주는데 여객선과 화물선이 정기적으로 다닌다. 육상교통은 덜 발달된 상태로 철도는 약 2,900km이다. 아시아에서 가장 복잡하고 오래된 철도망이 오늘날 인도와 파키스탄 및 방글라데시의 3개국에 나뉘어 있다. 이것은 영국령시대에 부설된 것들이다. 방글라데시쪽의 철도는 태반이 1,000mm 게이지이다. 1960년 이후 계속적으로 전화(電化)보다는 디젤기관차를 채용하는 움직임이 강하다. 대중교통수단으로 릭샤가 있고 오토바이를 개조해 만든 2인용 베이비택시와 10인용 템포는 공해의 주범이다. 다카에 국제공항이 있다.

### 인도
철도교통이 가장 잘 발달해 있다. 아시아에서 가장 복잡하고 오래된 철도망이 오늘날 인도와 파키스탄 및 방글라데시의 3개국에 나뉘어 있다. 이것은 영국령시대에 부설된 것들이다. 1849년에 동인철도회사가 설립되었고, 1853년에는 최초의 철도가 봄베이 타나 사이에서 개통되었다. 인도에는 철도부의 관할하에 8개의 철도가 있고, 각각 중부·동부·북부·동북부·동북국경·남부·동남부·서부의 8개 지구를 달리고 있다. 현재 철도의 총연장은 약 6만 km에 달하고 있다. 그러나 다른 교통수단이 발달해 있지 않기 때문에 철도교통은 항상 혼잡하다. 자동차교통은 도로망이 정비되어 있는 데 비해서 보급률이 낮다. 수상교통은 캘커타, 마드래스, 봄베이 등의 항구를 중심으로 한 해상교통과 갠지스강, 브라마프트라강, 인더스강 등의 대하천을 이용한 하천교통이 있는데 상당히 먼 내륙지방까지 기선의 항행이 가능하다. 항공교통은 국제선 에어 인디아(AIL)와 국내선 인디언 에어라인즈(IAL)가 있어 비교적 잘 발달해 있다.

### 파키스탄
교통은 카라치에서 인더스강 연안을 따라 북상하여 라호르·라왈핀디를 거쳐 페샤와르를 지나 카이버 고개에 이르는 옛 실크로드가 간선도로이다. 아시아에서 가장 복잡하고 오래된 철도망이 오늘날 인도와 파키스탄 및 방글라데시의 3개국에 나뉘어 있다. 이것은 영국령시대에 부설된 것들이다. 파키스탄의 철도는 주로 1,676mm 게이지이다. 1960년 이후 계속적으로 전화(電化)보다는 디젤기관차를 채용하는 움직임이 강하다.철도도 간선도로와 같은 방향으로 건설된 노선의 교통량이 가장 많다. 대중 교통수단으로는 택시, 버스, 릭쇼(모터 삼륜차), 마차가 있다.